# Federico Cecon
Federico Cecon (Tolmezzo, 11 giugno 1994) è un ex saltatore con gli sci italiano.

## Biografia
Figlio di Roberto, nipote di Andrea e fratello di Francesco, tutti a loro volta saltatori con gli sci, Federico Cecon, originario di Malborghetto-Valbruna e attivo dal marzo del 2008, in Coppa del Mondo esordì il 22 marzo 2014 nella gara a squadre di Planica (11º) e ottenne il miglior piazzamento il 31 gennaio 2015 a Willingen, sempre in una gara a squadre (8º). In carriera ha preso parte a un'edizione dei Campionati mondiali, Falun 2015 (49º nel trampolino lungo, 48º nel trampolino normale, 12º nella gara a squadre), e a una dei Giochi olimpici invernali, Pyeongchang 2018, dove si è classificato 48º nel trampolino normale e 11º nella gara a squadre. Ha preso per l'ultima volta il via in Coppa del Mondo il 22 febbraio 2020 a Râșnov (44º) e si è ritirato al termine di quella stessa stagione 2019-2020.

## Palmarès

### Coppa Continentale
- Miglior piazzamento in classifica generale: 89º nel 2016